# Virgil Guran
Virgil Guran (n. 12 mai 1965

 în Târnăveni, Mureș) este un senator român ales în legislatura 2020-2024 din partea Partidului Național Liberal. Acesta a ocupat și funcția de deputat în legislatura 2012-2016.
A absolvit Liceul Militar din Alba Iulia, Școala Militară de Ofițeri din Sibiu (1986) și Academia de Studii Economice (1998). Între 1986 și 1991 a fost ofițer activ la Liceul Militar din Breaza. 
Este căsătorit și are 3 copii.
În 1994 a fost fondator Club Sportiv Coruna-în cadrul clubului  au fost pregătiți peste 3000 de copii pentru cariera sportivă.       
În 1998 a fost președinte fondator, Confederația Națională Vital-organism care a militat pentru drepturile societăților particulare, prin diverse metode:  

- organizare rețea națională;   

- grevă fiscală; 

- manifestații de stradă;

- procese intentate statului pentru abuzuri.     
    În 2017-2021, a fost vicepreședinte al PNL.  
În dec 2019 - dec 2020, a fost consilier de stat al premierului Ludovic Orban. 